# هاري كورتيس
هاري كورتيس (بالإنجليزية: Harry Curtis)‏ هو لاعب كرة قاعدة أمريكي، ولد في 19 فبراير 1883 في بورتلاند في الولايات المتحدة، وتوفي في 1 أغسطس 1951 في إيفانستون في الولايات المتحدة.